# Si bemoll major
Si bemoll major (també Si♭M en la notació europea, i B♭ en la notació americana) és la tonalitat que té l'escala major a partir de la nota si♭; així està constituïda per les notes si♭, do, re, mi♭, fa, sol i la. La seva armadura conté dos bemolls, el si i el mi bemoll. El seu relatiu menor és la tonalitat de sol menor, i la tonalitat homònima és si bemoll menor.
Si bemoll major és una tonalitat còmoda per a la majoria d'instruments de vent, en especial per a aquells que estan en la seva tonalitat pròpia com, per exemple, el clarinet, la trompeta i els saxòfon en si♭.
La Simfonia núm. 98 de Haydn és la primera simfonia que es va escriure en aquesta tonalitat, i en ella Haydn va incloure trompetes i timbales. Tot i així, amb anterioritat, el seu germà Michael Haydn havia escrit una simfonia en si bemoll major, la núm. 36. D'altra banda, cinc dels vint-i-cinc concerts per a piano de Mozart estan en si bemoll major.